# ГЕС Нам-Конг 2
ГЕС Нам-Конг 2 — гідроелектростанція у південно-східній частині Лаосу. Знаходячись після ГЕС Нам-Конг 3, входить до складу каскаду на річці Нам-Конг, лівій притоці Секонг, котра вже на території Камбоджі зливається з Тонле-Сан та невдовзі впадає ліворуч до Меконгу (басейн Південнокитайського моря).
У межах проєкту річку перекрили бетонною гравітаційною греблею висотою 65 метрів та довжиною 280 метрів. Вона утворила водосховище з площею поверхні 4,2 км2 та об'ємом 71,4 млн м3, в якому припустиме коливання рівня поверхні в операційному режимі між позначками 420 та 427 метрів НРМ. Зі сховища через правобережний гірський масив прямує дериваційний тунель довжиною 1,43 км з діаметром 5,4 метра, який переходить у напірний водовід завдовжки 0,37 км з діаметром 4,2 метра.
Основне обладнання станції становлять три турбіни типу Френсіс потужністю по 22 МВт. При напорі у 98,8 метра вони забезпечують виробництво 263 млн кВт·год електроенергії на рік.
Видача продукції відбувається по ЛЕП, розрахованій на роботу під напругою 115 кВ.
Проєкт реалізувала місцева лаоська компанія Chaleun Sekong Energy Company (CS Energy).